# زهره بن سالم
زهره بن سالم (انگلیسی: Zohra Bensalem؛ زادهٔ ۵ آوریل ۱۹۹۰) بازیکن والیبال زن اهل الجزایر است.